# José Laurencio Silva (Venezuela)
Silva é um município da Venezuela localizado no estado de Falcón.
A capital do município é a cidade de Tucacas.